# 威利奖
威利生物医学科学奖（Wiley Prize in Biomedical Sciences）旨在表彰理论或应用生命科学方面的、以其卓越性、原创性影响我们理解生物系统和过程的突破性研究。该奖项可能会颁发给单项贡献，或证明被提名人在发展研究概念或临床应用的领先地位的一系列贡献。奖励的重点生物医学科学领域的新方法和挑战性概念上。2001年创立的威利基金会为该奖提供支持。威利奖是国际性的，奖金为$35000，颁奖礼于洛克菲勒大学举行。至2016年已有6位该奖得主获得了诺贝尔生理学及医学奖。

## 获奖者
- 2002 H·罗伯特·霍维茨、斯坦利·J·科尔斯梅尔
- 2003 安德鲁·法厄、克雷格·梅洛、Thomas Tuschl、戴维·鲍尔库姆
- 2004 查尔斯·戴维·阿利斯
- 2005 彼得·瓦尔特、森和俊
- 2006 伊丽莎白·布莱克本、卡罗尔·格雷德
- 2007 弗朗兹-乌尔里奇·哈特尔、亚瑟·霍里奇
- 2008 理查德·P·利夫顿
- 2009 邦尼·巴斯勒
- 2010 彼得·黑格曼、格奥尔格·纳格尔、Ernst Bamberg
- 2011 葉公杼、詹裕農
- 2012 迈克尔·希茨、詹姆斯·斯普迪赫、罗纳德·韦尔
- 2013 迈克尔·扬、杰弗里·霍尔、迈克尔·罗斯巴什
- 2014 威廉·凯林、Steven McKnight、彼得·拉特克利夫、格雷格·塞门扎
- 2015 Evelyn M. Witkin、斯蒂芬·埃利奇
- 2016 大隅良典
- 2017 约阿希姆·弗兰克、理查德·亨德森、马林·范海尔
- 2018 Lynne E. Maquat
- 2019 斯万特·帕博、大卫·E·里奇
- 2020 因疫情未颁奖
- 2021 Clifford Brangwynne、Anthony A. Hyman、迈克尔·罗森
- 2022 戴维·贝克、杰米斯·哈萨比斯、约翰·江珀
- 2023 邁克爾·威爾士、保羅·內古列斯庫、Fredrick Van Goor、Sabine Hadida
- 2024 Judith Kimble、艾伦·C·斯普拉德林、Raymond Schofield[3]
- 2025 Spyros Artavanis-Tsakonas、Iva Greenwald[4]